# سفارت ترکیه در برازیلیا
سفارت ترکیه در برازیلیا (به پرتغالی: Embaixada da Turquia em Brasília) یک سفارت در برزیل است که در برازیلیا واقع شده‌است.